# Eremobelba nagaroorica
Eremobelba nagaroorica är en kvalsterart som beskrevs av Haq 1978. Eremobelba nagaroorica ingår i släktet Eremobelba och familjen Eremobelbidae. Inga underarter finns listade i Catalogue of Life.